# Fourges
Fourges település Franciaországban, Eure megyében. Lakosainak száma 763 fő (2018. január 1.). Fourges Bus-Saint-Rémy, Vexin-sur-Epte, Gasny, Amenucourt és Bray-et-Lû községekkel határos.

## Népesség
A település népességének változása:
| Lakosok száma | 312  | 321  | 453  | 685  | 772  | 816  | 804  | 798  | 770  | 763  |
|               | 1962 | 1968 | 1982 | 1990 | 1999 | 2008 | 2011 | 2013 | 2017 | 2018 |